# Tesařík piluna
Tesařík piluna (Prionus coriarius, Linné, 1758), také piluna obecná, je jeden ze západopalearktických druhů brouků čeledi tesaříkovitých.

## Rozšíření
Tesařík piluna se vyskytuje téměř v celé Evropě s výjimkou severních oblastí Skandinávie a Ruska, na východ areál pokračuje do Asie až na západní Sibiř, na jih do severní Afriky.

## Popis
Hnědočerný až černý 19–45 mm dlouhý brouk. Nohy kráčivé, chodidla 4článková, štít dvakrát širší než delší, s trny po stranách, na lemu horní a spodní části žluté chloupky. Na kožovitých krovkách tři slabě viditelná podélná žebra. Nápadná dlouhá a silná tykadla má sameček silně pilovitá, složená z dvanácti článků, zatímco samička slabě pilovitá, složená z jedenácti článků (poslední dva články jsou srostlé). K rozlišení pohlaví může sloužit i to, že samci jsou štíhlejší, samice zavalitější.

## Stanoviště
V České republice se druh vyskytuje roztroušeně, zejména v pásmu doubrav a v pahorkatinách v dubovém a bukovém porostu. Vyhovují mu zejména staré stromy v původním porostu pralesovitého charakteru s přirozenou skladbou dřeva. Místy je ho možné nalézt v alejích nebo přestárlých jehličnatých porostech.

## Ekologie
Piluna je aktivní večer a v noci od července do září. V přírodě ji lze zastihnout sedící na kmenech, pařezech nebo za soumraku létající, hlavně samce. Nejlépe lze brouky najít ve starších dubinách po setmění. Samice sedí na pařezech a samci na kmenech v okolí (okolo jedné samice lze najít i více samců). Brouk létá těžkopádně a lze ho pozorovat i tehdy, když přilétá k umělému světelnému zdroji. Třením článkovaných zadních nohou o krovky vydává cvrčivé zvuky (stridulace). Dospělí brouci nepřijímají žádnou potravu. Chycený brouk vydává pronikavé zvuky a při neopatrném zacházení citelně kouše, ovšem nikoli nebezpečně.
Živnými rostlinami jsou převážně dub, buk, smrk, borovice, Zahradník uvádí ještě jasan, jilm, vrbu, jírovec, kaštanovník jedlý, třešeň, příp. akát.

### Rozmnožování
Vývoj tesaříka piluny trvá za vhodných podmínek dva až tři roky, za méně příhodných i déle. Samice vkládá vysunutelným kladélkem vajíčka do pařezů, do starých nemocných stromů a jejich kořenových náběhů. Larva se vyvíjí v podzemních částech pařezů nebo stojících odumřelých stromů a kořenových náběhů. (Dřevo musí být již v rozkladu.) Larva vylíhlá pod kůrou postupně vlézá do rozkládajícího se kořene, v němž nalézá vlhkost potřebnou k životu, přičemž půdou může přelézat do dalších kořenů. Živí se rozkládajícím se dřevem. Během života až tři roky dlouhého se svléká až čtrnáctkrát. Dorostlá larva (měří až 75 mm) si z částic půdy a rostlinných úlomků slepí kokon, v němž se zakuklí. Dospělec vylézá na povrch země v červenci nebo srpnu následujícího roku (často za bílého dne).

## Význam pro člověka
Významný, esteticky působivý druh původních bučin. Žije ve dřevě, které se již rozkládá, přispívá k humifikaci půdy, neškodí přírodě ani člověku.

## Ochrana
V České republice zatím nepatří mezi chráněné druhy hmyzu. Zvolna ubývá, nesvědčí mu technicky realizované hospodaření v lesích. Škodí mu těžba přestárlých porostů; podmínky k přežití druhu jsou vhodné v některých chráněných územích se zachovanou původní skladbou porostu. V minulosti byl tesařík piluna v ČR hojný, dnes je vzácnější, byť v lokalitách s přirozenou skladbou dřevin může být běžný.